# Meropleon diversicolor
Meropleon diversicolor é uma mariposa da família Noctuidae. É encontrada na América do Norte, onde foi registrada em Connecticut, Georgia, Indiana, Iowa, Kansas, Kentucky, Maine, Maryland, Massachusetts, Michigan, Minnesota, New Brunswick, New Hampshire, Nova Jersey, Carolina do Norte, Ohio, Oklahoma, Ontário, Pensilvânia, Quebec, Carolina do sul, Tennessee e Wisconsin. O habitat consiste de zonas úmidas.
Sua envergadura é de cerca de 29 mm. Os adultos são encontrados de junho a outubro, com a maioria das aparições em agosto e setembro.